# Marian Gorzałczany
Marian Bolesław Gorzałczany (ur. 31 stycznia 1955 w Pińczowie) – polski inżynier elektronik, profesor nauk technicznych.

## Życiorys
Absolwent Liceum Ogólnokształcącego im. Hugona Kołłątaja w Pińczowie (1973). W 1978 ukończył studia z zakresu elektroniki na Politechnice Warszawskiej (jego pracę magisterską wyróżniono rok później nagrodą I stopnia w konkursie im. prof. Sylwestra Kaliskiego na najbardziej użyteczne prace dyplomowe studentów). Doktoryzował się w 1983 na Politechnice Poznańskiej. Stopień naukowy doktora habilitowanego uzyskał tamże w 1994 w oparciu o rozprawę Rozmyte sieci neuronowe w systemach eksperckich oraz w modelowaniu procesów. Tytuł naukowy profesora nauk technicznych otrzymał 30 czerwca 2003.
Od 1979 związany z Politechniką Świętokrzyską, w 2006 objął stanowisko profesora zwyczajnego. W latach 1996–2000 był kierownikiem laboratorium komputerowego na Wydziale Elektrotechniki, Automatyki i Informatyki. Od 2001 do 2003 kierował Samodzielnym Zakładem Elektroniki i Systemów Inteligentnych, w 2004 objął kierownictwo Katedry Elektroniki i Systemów Inteligentnych, a następnie Katedry Informatyki, Elektroniki i Elektrotechniki. Jako profesor wizytujący przebywał w latach 1990–1992 na uniwersytetach kanadyjskich: University of Saskatchewan oraz University of Guelph.
Specjalizuje się m.in. w komputerowych systemach wspomagania decyzji, systemach sztucznej inteligencji, systemach inteligencji obliczeniowej oraz układach cyfrowych. Jest autorem lub współautorem ok. 100 publikacji, w tym 11 w naukowych czasopismach anglojęzycznych z listy filadelfijskiej. Został odznaczony Złotym Krzyżem Zasługi (2002) i Medalem Komisji Edukacji Narodowej (2005).